# Любен Кондаков
Любен Захариев Кондаков е български офицер, капитан, летец-изтребител, един от героите на българските Българските военновъздушни сили. Загива на 29 години при последната бомбардировка на София на 17 април 1944 г. в неравен въздушен бой с англо-американските изтребители.

## Биография
Любен Кондаков е роден в град Сливен на 14 април 1915 г. На 3 октомври 1937 г. завършва Военно на Негово Величество училище в 56-и випуск, произведен е в чин подпоручик и зачислен в Учебния орляк. От 1938 г. служи във 2-ри армейски орляк, от 1939 във Въздушните школи, от 1940 в Изтребителния полк. Обучаван е на висш пилотаж в Изтребителна школа №1 (Jagdfliegerschule 1) край градчето Вернойхен (Werneuchen), източно от Берлин. След завръщането си в България е инструктор в българската изтребителната школа за висш пилотаж. Служи в Трети орляк на 6-и изтребителен авиополк и е един от най-добрите български пилоти по това време.
През 1943 – 1944 г. участва активно в защитата на София и линията Перник-Брезник от бомбардировките на англо-американската авиация. Сваля или поврежда летящи крепости и води успешни въздушни боеве с ескортиращите изтребители. На 17 април 1944 г., „Черния Великден“ с големи загуби за София, софиянци и българските летци-изтребители, Кондаков излита от Божурище, начело на един от орляците от 18 самолета с мисията да пресрещнат врага далеч от столицата. Срещу тях се появяват 350 тежки бомбардировача, ескортирани от 100 изтребителя. В боя загиват шестима български пилоти: четирима пилоти от 2/6 орляк: подпоручик Веселин Рачев, поручик Христо Арнаудов, поручик Димитър Попов и подофицер Атанас Кръстев и двама пилоти от 3/6 орляк: поручик Любен Кондаков и подпоручик Иван Стефанов.
Кондаков попада в клещи под кръстосания огън на две четворки вражески самолети. Въпреки че дълго им се изплъзва с майсторски маневри, бива улучен, свидетелстват участници в сражението. Използва релефа – лети по долината на река Струма, но близо до с. Дренково го разкриват и го прострелват.
Останалите летци от двата орляка все пак успяват със стрелбата си да повредят 5 летящи крепости и да свалят един „Мустанг“. В това сражение се проявява и втората българска „жива торпила“ Неделчо Бончев, който със самолета си се врязва във вражески бомбардировач.
В село Дренково, в местността Поповци, има паметник на лобното място на летеца капитан Кондаков. В София улица носи името „Капитан Любен Кондаков“.

## Военни звания
- Подпоручик (3 октомври 1937)
- Поручик (3 октомври 1940)
- Капитан (16 април 1944)